# Philip Candelas
Philip Candelas (Londra, 24 ottobre 1951) è un matematico e fisico britannico.
Ha studiato al Christ's College di Cambridge, dove si è laureato nel 1973. Ha studiato anche al Wadham College di Oxford, dove è stato allievo di Dennis Sciama. Nel 1976-1977 ha seguito un corso di perfezionamento all'Università del Texas, dove ha avuto come insegnante John Archibald Wheeler. Nel 1977 ha conseguito il dottorato (Ph.D.) a Oxford, con una tesi sulla gravità quantistica.
Nel 1975-76 è stato ricercatore al Balliol College di Oxford. Dal 1977 al 1998 ha insegnato fisica teorica all'Università del Texas, prima come assistente, poi come professore associato e dal 1989 come professore titolare. Nel 1993-1994 ha insegnato anche all'Institute for Advanced Study di Princeton. Nel 1991-1993 ha lavorato come Visiting Scientist al CERN di Ginevra e nel 1995 è stato Visiting Professor presso la Princeton University. Dal 1999 è professore di matematica all'Università di Oxford.
Candelas è noto per i suoi contributi fondamentali alla teoria quantistica dei campi e alla teoria delle stringhe. Nel 1985, assieme a Edward Witten, Andrew Strominger e Gary Horowitz, ha introdotto la teoria della compattazione delle superstringhe con spazi di Calabi-Yau.
Ha scoperto interessanti relazioni tra la geometria degli spazi di Calabi-Yau e la teoria dei numeri ed ha proposto la teoria della simmetria a specchio (Mirror Symmetry) nella teoria delle stringhe.
È membro della Royal Society (2010) ed è sposato con Xenia de la Ossa, insegnante di matematica a Oxford, con la quale ha avuto due figlie.